# Стари дани
Стари дани јесу седмодневна културна манифестација, која се организује у Врању. Показује културу целог града и места у околини. Организатори ове манифестације сваке године организују визуелне, аудио и литерарне програме који дају назнаку духа и традиције старог Врања.

## Програм
Програм траје седам дана, ову седмодневна манифестацију посећују људи из различитих крајева Србије и иностранства. Сваке године манифестацију прати изложба Накит и украсни предмети од 14. до 20. века из збирке Етнографског одељења Народног музеја у Врању. Често су промовисана сабрана дела Момчила Златановића, који у свом научном веку истражују културу и целокупни етнос југа Србије, најзначајније је представљање књиге Старинске куће Врања. У оквиру манифестације гости могу да посете следеће локације: Народни музеј Врање, Музеј кућа Боре Станковића и Бели мост.
Уколико вас културне установе и архитектура града не привлаче превише, манифестација Стари дани нуди Зону провода коју је осмислила туристичка организација града Врања. Она се састоји од неколико места широм града, реч је о Бранковој улици, пешачкој зони, улице богате туристичким местима намењена за одмор и забаву, манифестација добија посебну чар предвече када чаршија потпуно оживи.
Раскршће империје и културе на коме је град обликован учинио је да ова манифестација нуди седмодневни спој неспојивог. Тако је било и са кухињом, тако да се на овом простору развиле необичне комбинације укуса, гости манифестације могу бити учесници Базара хране, где могу пробати различите укусе, посебну драж даје комбинација различитих кухиња.

## Музичке групе
Мелос је неизоставан део живота у Врању и један од најпознатљивијих заштитних знакова. Музички прогам манифестације Стари дани је веома разноврстан и богат разничитим правцима музике. Од традиционалних кола, преко неизбежне традиционалне трубе и концерта Џез музике.